# Kirby’s Epic Yarn
Kirby’s Epic Yarn (с англ. — «Эпичная пряжа Кирби») — платформер из серии Kirby, выпущенный для консоли Nintendo Wii компаниями Good-Feel и HAL Laboratory. Выпущена в октябре 2010 года в Японии и Северной Америке и в феврале 2011 года в Австралии и Европе. Игра была официально представлена на E3 2010. Это первая игра серии, выпущенная на домашней консоли, с 2003 года (когда вышел Kirby Air Ride), и первая платформерная игра серии для домашней консоли с 2000 года (Kirby 64: The Crystal Shards).
Съев помидор, принадлежащий злобному колдуну Инь-Ярну (англ. Yin-Yarn), Кирби попадает в Лоскутную страну (англ. Patch Land) — мир, полностью сделанный из ткани. Кирби тоже превращается в пряжу, что делает его способности летать и ассимилировать умения врагов бесполезными. Он должен помочь принцу Пуху (англ. Prince Fluff) сшить Лоскутную страну, собрав семь кусков волшебной пряжи. В определённых частях игры Кирби может превращаться в различные объекты, такие как автомобиль, дельфин и парашют.
Перед выпуском в свет Kirby’s Epic Yarn получила множество наград на E3 2010, включая награду «Game of the Show» от GameSpot. Выпущенная в конце того же года, игра получила признание критиков, в том числе награду «Editor’s Choice» от IGN, которая поставила игру на 95 место в списке «100 лучших современных игр». По состоянию на апрель 2011 года продажи Kirby’s Epic Yarn составили 1,59 миллиона копий по всему миру.
В 2015 году для Wii U был выпущен духовный преемник Kirby’s Epic Yarn, названный Yoshi’s Woolly World. Порт игры на Nintendo 3DS, названный Kirby’s Extra Epic Yarn, был выпущен 8 марта 2019 года.
Kirby’s Epic Yarn была переиздана посредством цифровой дистрибуции через Nintendo eShop на Wii U в Европе и Австралии 21 мая 2015 года, в Северной Америке 28 июля 2016 года и в Японии 9 августа 2016 года.

## Игровой процесс
Kirby's Epic Yarn является сайд-скроллинговым платформером, для управления используется контроллер Wii Remote. Поскольку в этой игре Кирби сделан из пряжи, в этой игре у него нет способности всасывать объекты и летать, в отличие от большинства игр серии. Вместо этого он получил способность трансформироваться в различные шерстяные изделия: например, в воздухе он может трансформироваться в парашют, чтобы замедлить своё падение, или, наоборот, в гирю, чтобы с силой удариться о землю и раздавить врагов или другие объекты. Чтобы перемещаться быстрее, на земле он может превратиться в автомобиль, а под водой — в подводную лодку. В некоторых зонах доступны уникальные трансформации, такие как ракетный танк, пожарная машина или паровоз, передвигающийся по рельсам, которые игрок размещает, указывая Wii Remote на экран. В качестве основное оружие Кирби — шерстяной кнут, с помощью которого он может притягивать к себе противников и другие объекты, превращая их в небольшие шерстяные клубки, которые затем можно бросать. Кнут также может использоваться для активации механизмов. Игра поддерживает кооперативный режим для двоих игроков; второй игрок при этом будет управлять принцем Пухом (англ. Prince Fluff) с аналогичными способностями.
На уровнях находятся различные коллеционные предметы, в основном разноцветные бусины. После прохождения уровня Кирби получает одну из четырёх медалей (дерево, бронза, серебро или золото), в зависимости от того, сколько бусин он собрал. У кирби нет ни очков здоровья, ни жизней, и он не может умереть, однако при получении урона он потеряет часть собранных бусин. За бусины приобретается мебель и обои в доме Кирби, который игрок может настраивать по своему разумению. Также мебель может быть найдена в сундуках, спрятанных на каждом уровне. По мере того, как игрок будет обставлять мебелью новые комнаты, в дом будут заезжать новые жители, что разблокирует дополнительные испытания, в частности, на время.
Для прохождения уровня необходимо добраться до колокола в конце локации и позвонить его. Прохождение уровня даст игроку заплатку, которую можно будет пришить к карте и разблокировать следующую зону. Победа над боссом с золотой медалью откроет дополнительный уровень в конце игры.

### Графика
Графика игры выполнена в трикотажном стиле на основе анимированной пряжи, а мир выполнен из ткани и текстиля. Игровой процесс выстроен в соответствии с графическим стилем: так, Кирби может тянуть за кнопки, плести нити в виде молний и менять ландшафт в поисках скрытых областей.

## Сюжет
Во время путешествия по Стране снов Кирби находит Метомат (англ. Metamato) и решает съесть его. Появляется злой волшебник Инь-Ярн, создавший Метомат, и изгоняет Кирби в Лоскутную страну — мир, полностью созданный из пряжи. Тело Кирби тоже превращаются в пряже, что лишает его привычных способностей, однако Метомат наделяет его способностью трансформироваться в другие объекты. Кирби спасает от монстров мальчика по имени принц Пух, очень похожего на него. Принц Пух объясняет, что Инь-Ярн разделил Лоскутную страну на части, которые ранее были связаны между собой с помощью магии пряжи. Кирби решает помочь Принцу найти семь частей волшебной нити и спасти страну.
Между тем Инь-Ярн берёт под контроль Мета Рыцаря и Короля Дидиди. Когда Кирби и Принц Пух находят все семь частей волшебной нити и сшивают страну, Мета Рыцарь, уже освободившийся от влияния колдуна, сообщает Кирби, что Инь-Ярн превратил Страну снов в ткань. Принц Пух телепортирует себя и Кирби в Страну снов и нападают на Инь-Ярна, разрушая заклинание и возвращая страну в первозданный вид. В последней катсцене Принц сообщает, что Кирби может посещать Лоскутную Страну в любое время, с помощью волшебного носка Инь-Ярна.

## Разработка
Kirby’s Epic Yarn была анонсирована на пресс-конференции Nintendo на E3 2010, выпуск был назначен на осень того же года. Это третья игра Good-Feel, разработанная для Nintendo, после Wario Land: Shake It! и Looksley’s Line Up. Идея «мира пряжи» была предложена Мадокой Ямаути, менеджером по планированию уровней Good-Feel, после того, как сотрудники поэкспериментировали с купленными в магазине тканями. Первоначально игра имела название Fluff of Yarn, а главным героем должен был стать принц Пух. Летом 2009 года Nintendo решила, что игра будет изменена и выпущена в рамках серии Kirby, хотя принца Пуха было решено оставить в игре. По крайней мере 3 месяца было потрачено для создания движений Кирби и дизайна персонажей. Чтобы создать «подлинное чувство» тканей и текстильных изделий, текстуры были созданы на основе цифровых фотографий.
Основная часть саундтрека игры написана композитором Good-Feel Томоя Томитой. Композиторы HAL Laboratory Дзюн Исикава, Хирокадзу Андо и Тадаси Икэгами написали репризу к финальным титрам игры.

### Версия на Nintendo 3DS
В рамках презентации Nintendo Direct 13 сентября 2018 года был анонсирован усовершенствованный порт игры на Nintendo 3DS под названием Kirby’s Extra Epic Yarn, выпуск которого был назначен на 8 марта 2019 года. В порт вошли дополнительные возможности, дьявольский режим и новые мини-игры. В этой версии также присутствует поддержка фигурок Amiibo; так, использование любой фигурки Amiibo, связанной с серией Kirby, дает игрокам новые шляпы и способности.

## Критика
| Сводный рейтинг       | Сводный рейтинг                 |
| Агрегатор             | Оценка                          |
| --------------------- | ------------------------------- |
| GameRankings          | - 88,48 % (Wii) - 80,53 % (3DS) |
| Metacritic            | 86/100 (Wii) 80/100 (3DS)       |
| Иноязычные издания    |                                 |
| Издание               | Оценка                          |
| Destructoid           | 9,5/10 (Wii) 7,5/10 (3DS)       |
| EGM                   | 8,5/10 (3DS)                    |
| Eurogamer             | 8/10                            |
| Famitsu               | 36/40                           |
| Game Informer         | 9,5/10                          |
| GamePro               | [ 38 ]                          |
| GameRevolution        | B+                              |
| GameSpot              | 8,5/10 (Wii) 9/10 (3DS)         |
| GameSpy               | [ 42 ]                          |
| GamesRadar+           | [ 43 ]                          |
| GameTrailers          | 8,4/10                          |
| GameZone              | 8,5/10                          |
| IGN                   | 9/10                            |
| Jeuxvideo.com         | 15/20 (3DS)                     |
| Joystiq               | [ 47 ]                          |
| Nintendo Life         | (Wii) · (3DS)                   |
| Nintendo Power        | 8,5/10                          |
| Nintendo World Report | 10/10 (Wii) 8,5/10 (3DS)        |
| ONM                   | 93 %                            |
| The Daily Telegraph   | 8/10                            |
| The Escapist          | [ 54 ]                          |
| Русскоязычные издания |                                 |
| Издание               | Оценка                          |
| «Игромания»           | 8,0/10                          |

### До выхода
Kirby’s Epic Yarn получила положительные отзывы критиков и завоевала многочисленные награды сразу после анонса, в том числе «Game of the Show» от GameSpot и телевизионного шоу G4 «Reviews on the Run». GameSpot также номинировал Epic Yarn на звание «Лучшей игры на Wii» и «Лучшего платформера», и присвоил звание «Лучшей графики». Nintendo Life посчитал Epic Yarn лучшей игрой выставки. Кроме того, она выиграла награду в номинации «Лучшая графика» от GameTrailers, опередив таких соперников, как Crysis 2, Killzone 3, и Gears of War 3. GameTrailers также присудила ей звание «Лучший платформер». Она названа «Лучшей игрой на Wii» от 1UP.com. Nintendo World Report и Kotaku наградили игру за «Лучших персонажей».
Ник Тан из Game Revolution охарактеризовал Kirby’s Epic Yarn как «великое возрождение», отметив, что в отличие от других игр серии, Epic Yarn полностью переосмысляет персонажа Кирби. Он сравнил графический стиль с игрой Yoshi’s Story, охарактеризовав его как «шар причуд» и назвав его однозначным победителем на E3. Редактор Siliconera Дженни отметила, что трейлер её заинтересовал, отметив, что он прекрасно выглядел на HDTV-телевизоре. Редактор GamesRadar Бретт Элстон описал Epic Yarn как «милейшую, самую очаровательную игру» на Wii. Он заявил, что для него было облегчением увидеть что-то новое и интересное в серии, поскольку, по его мнению, Kirby Air Ride, Kirby: Squeak Squad и Kirby Super Star были вторичными. Для Стива Баттса из The Escapist Epic Yarn, напротив, показалось блеклой по сравнению с такими играми, как The Legend of Zelda: Skyward Sword, Donkey Kong Country Returns и Metroid: Other M, однако после игры в неё он поменял своё мнение.

### После выхода
Kirby’s Epic Yarn получила признание критиков. На сайте Metacritic оценка игры составляет 86 %. По версии GameRankings игра получила 88,48 %, что ставит её на 21 место в списке лучших игр на Wii на этом сайте. Рецензент IGN дал игре 9 баллов из десяти, вручив награду «Выбор редакции» и назвав её «замечательно выглядящей игрой, которая представляет традиционные механики платформера в новом свежем виде». GameTrailers дал игре оценку 8,4 балла, похвалив её за внешний вид и творческий геймплей, но раскритиковав за невозможность умереть. Рецензент GameSpot поставил игре оценку 8,5 баллов, заявив что «уровни проходятся слишком легко», но графика и веселье нивелируют этот недостаток. Рецензент GamesRadar дал игре 9 из 10 баллов, хваля игру за «невероятно очаровательную графику» и классический геймплей Nintendo. Kotaku вручил игре награду «Выбор редакции», отметив, что «игра создана с рассчётом всегда вызывать улыбку … и успокоить после нервного напряжения». Nintendo World Report дал игре высший балл, заявив: «может, этот весёлый платформер и не сложный, но он интересный, инновационный и чрезмерно креативный».
Рецензент 1UP.com дал игре оценку «A-», похвалив творчески сделанные уровни и тематические визуальные эффекты . Рецензент Game Informer дал игре оценку 9,5 баллов из десяти, похвалив художественный стиль игры, описав её как «самую красивую игру на Wii», а также отметив простоту для неопытных игроков и вызов для более опытных. Японский игровой журнал Famitsu дал Kirby’s Epic Yarn оценку 36 из 40, отметив, что это «не просто игра про что-то милое — то, как игра обыгрывает идею с пряжей, просто восхитительна. Даже препятствия, встречавшиеся в других экшен-играх, тут кажутся свежими. А ещё это отличная экшен-игра, а если вы попробуете собрать все предметы, то даже опытным игрокам в экшены это будет трудно сделать». Nintendo Power поставил Kirby’s Epic Yarn 8,5 баллов и 10, похвалив за концепцию, геймплей и графику. Журнал Edge поставил игре 8 баллов из 10, отметив: «Впервые со времён карандашного платформера Yoshi’s Island появилась игра, похожая на произведение искусства. Увы, но играются она не так свежо, как выглядит — платформер, построенный на пряже, остаётся всего лишь платформером».
Рецензент журнала The Escapist поставил игре 5 звёзд из пяти, назвав её «одной из тех игр, в которые вы будете играть, просто потому, что это обеспечивает вам хорошее настроение. Это также умная и сложная игра, с хорошим кооперативным режимом и отличным саундтреком. В этой игре нет недостатков». Рецензент The A.V. Club поставил игре B+ и отметил: «шутки в сторону, взрослые должны проконсультироваться со своими врачами о назначении Kirby’s Epic Yarn в качестве антидепрессанта вместо прозака». Газета The Guardian поставила игре три звезды из пяти, отметив: «подростки будут ненавидеть эту игру, но если рассматривать её как платформер для детей, то она очень впечатляет. Кирби впервые появился в 1992 году, только сейчас его существование стало оправданным».
Kirby’s Epic Yarn выиграла награду GameSpy «Лучший платформер 2010 года» и награду Giant Bomb «Лучшая игра по внешнему виду». Игра заняла 2-е место в списке кандидатов на награду «Игра 2010 года на Wii» журнала Nintendo World Report. В 2011 году в рамках Game Developers Choice Awards игра была номинирована на премию «Инновации». В рамках 14-й премии Академии интерактивных искусств и наук Kirby’s Epic Yarn была номинирована на «Семейную игру года», «Выдающиеся достижения в художественном дизайне» и «Выдающиеся достижения в игровом дизайне». Она помещена на 95 место в списке 100 лучших современных игр от IGN. В 2012 году сайт GamesRadar поместил Kirby’s Epic Yarn на 2 место в списке «Лучших игр серии Kirby».
По состоянию на апрель 2011 года, по всему миру было продано 1 590 000 копий Kirby’s Epic Yarn С 11 по 17 октября игра заняла 2-е место по продажам, продано 92 280 копий игры. К апрелю 2011 года число проданных копий достигло 1,89 миллиона.
Версия игры на Nintendo 3DS получила положительные отзывы, средняя оценка по данным Metacritic составила 79 баллов из 100. За первую неделю в Японии было продано 10 000 копий игры, причем продажи шли медленно из-за того, что игра вышла в конце срока жизни портативной консоли. Критике подверглись неумело введенные способности копирования на уровнях, которые не были на них рассчитаны, а положительные оценки были выставлены за сохранение эстетики и шарма оригинала.

### Духовный преемник
В рамках Nintendo Direct в январе 2013 года было объявлено о создании нового, визуально похожего преемника — игры под названием Yoshi’s Woolly World. Игра была выпущена сначала на домашнюю консоль Nintendo Wii U в 2015 году, затем на портативную консоль Nintendo 3DS в начале 2017 года. Главным героем стал динозаврик Йоши. Игра совместима с фигурками Amiibo. Разработчиком игры, как и в случае с Kirby’s Epic Yarn, выступила Good-Feel.

## Заметки
1. ↑  Известная в Японии как Keito no Kirby (яп. 毛糸のカービィ Кэйто но Ка:би:, «Кирби из Ниток»)